# Master (titolo)
Master è un titolo onorifico della lingua inglese per ragazzi e giovani uomini. Viene solitamente abbreviato MSTR o Mstr.

## Etimologia
Master era un tempo usato in Inghilterra per uomini di una certa condizione sociale, specialmente "free masters" di una gilda commerciale, che erano però di rango generalmente inferiore a gentiluomini, preti o accademici. Era anche usato da qualsiasi lavoratore manuale o salariato per rivolgersi al suo datore di lavoro (il suo master, traducibile in questo caso come "padrone"). Nell'età elisabettiana era usato tra parigrado, specialmente in forma plurale per rivolgersi a un'intera categoria ("My masters"), da parte di artigiani e commercianti cittadini. Fu successivamente esteso a tutti gli uomini rispettabili, prima che prendesse piede il titolo Mister. Il titolo della prima edizione in-folio delle opere di Shakespeare è Master William Shakespeare's Comedies, Histories, & Tragedies.
Dopo la sua sostituzione con Mister nella parlata comune, Master fu mantenuto come appellativo solo per i ragazzi che non avevano ancora fatto il loro debutto in società. Alla fine del XIX secolo, l'etichetta prescriveva che gli uomini dovessero essere chiamati Mister, e i ragazzi Master.

## Uso corrente

### Regno Unito
L'uso di Master come titolo preposto al nome è, secondo Leslie Dunkling, "un modo di rivolgersi educatamente a un ragazzo [...] troppo giovane per essere chiamato Mister." Può essere usato come titolo e appellativo per qualsiasi ragazzo o bambino.
Master era usato talvolta, soprattutto fino al tardo XIX secolo, per indicare l'uomo a capo di una grande tenuta o magione familiare che impiegava dei domestici.
L'erede di una paria di Scozia può usare lo stile di titolatura "Master of" seguito dal nome associato alla paria. Ad esempio, l'erede di Lord Elphinstone è noto come il Master of Elphinstone.

### Stati Uniti
Nancy Tuckerman, nell'Amy Vanderbilt Complete Book of Etiquette, scrive che negli Stati Uniti, a differenza che nel Regno Unito, un ragazzo può essere chiamato Master solo fino a 12 anni, dopodiché gli ci si rivolge solo col suo nome fino ai 18 anni, quando prende il titolo Mr., sebbene non sia improprio usare Mr. se è di poco più giovane.

### Altri usi attuali
Nel XXI secolo, Master come onorifico, o più spesso master come termine professionale ha ancora un certo utilizzo in riferimento a lavoratori (non sempre uomini) di buona reputazione e lunga esperienza nelle arti meccaniche, e talvolta anche ad accademici e insegnanti. Tuttavia, a questo scopo è più frequentemente usato come aggettivo (ad es. master bricklayer, "mastro muratore"), o in espressioni composte (school master, headmaster).
Master è frequentemente usato (assieme al femminile Mistress o Domina) nella comunità BDSM come autoidentificativo per i dominatori, ed è usato dai sottomessi per rivolgersi a loro specialmente nelle relazioni master/slave.